# Sega Mega Drive Mini 2
Das Sega Mega Drive Mini 2 (in den USA: Sega Genesis Mini 2) ist eine Retro-Spielkonsole des japanischen Herstellers Sega mit 60 vorinstallierten Spielen. Sie ist dem ursprünglich ebenfalls von Sega veröffentlichten Mega Drive 2 nachempfunden, das 1993 als Redesign der ursprünglichen Konsole erschien, technisch aber identisch ist. Die Konsole emuliert die ursprüngliche 16-bit-Hardware für die je nach Verkaufsregion variierende Vorauswahl an Original-Spieletiteln. Das Mega Drive Mini 2 wurde am 27. Oktober 2022 für einen Verkaufspreis von 109,99 Euro veröffentlicht.

## Hardware
Das Mega Drive Mini 2 ist etwa halb so groß wie die ursprüngliche Konsole und setzt wie der Vorgänger auf das ARM-basierte SoC ZUIKI Z7213. Da in dieser Version Mega-CD-Spiele enthalten sind, wurde der Flash-Speicher von 512 MB auf 8 GB erhöht. Der Lieferumfang enthält einen nachgebildeten 6-Button-Controller der per USB-Schnittstelle angeschlossen wird, ein HDMI- bzw. Micro-USB-Kabel für die Bildausgabe bzw. Stromversorgung. Ein zweiter Controller, wie beim Mega Drive Mini ist nicht mehr enthalten.

## Spiele
Das Mega Drive Mini 2 kommt mit 60 Spielen, deren Zusammenstellung nach Region variiert. Darunter sind zehn (Japan) bzw. zwölf (Nordamerika/EU) Mega-CD-Spiele, sowie sieben Titel die ursprünglich nie für das Original veröffentlicht oder von anderen Systemen portiert wurden:
- Devi & Pii: Actionspiel, das ursprünglich 1992 für das Mega Drive entwickelt wurde, jedoch nie veröffentlicht wurde[5]
- Fantasy Zone: Portierung des Shoot ’em up vom Sega System 16[6]
- Space Harrier II: Portierung des Actionspiels mit verbesserter Bildwiederholfrequenz und Sprite-Skalierung[7]
- Spatter: Portierung des Sega-System-1-Arcadespiels[8]
- Star Mobile: Puzzelspiel das auf dem X68000 erschien, 1992 für das Mega Drive portiert wurde, jedoch nie erschien[9]
- Super Locomotive: Portierung des gleichnamigen Arcade-Actionspiels von Sega aus 1982[10]
- VS Puyo Puyo Sun: Auf den Zweispielermodus reduzierte Portierung des Puzzlespiels Puyo Puyo Sun vom Sega Saturn[11]

| Spiel                                                | Copyright                      | System               | NA/EU | JP   |
| ---------------------------------------------------- | ------------------------------ | -------------------- | ----- | ---- |
| Aah! Harimanada                                      | Sega                           | Mega Drive           | Nein  | Ja   |
| After Burner II                                      | Sega                           | Mega Drive           | Ja    | Ja   |
| Alien Soldier                                        | Sega                           | Mega Drive           | Ja    | Ja   |
| Atomic Runner Chelnov                                | Paon DP                        | Mega Drive           | Ja    | Ja   |
| Bonanza Bros.                                        | Sega                           | Mega Drive           | Ja    | Ja   |
| Captain Tsubasa                                      | Koei Tecmo                     | Mega-CD              | Nein  | Ja   |
| ClayFighter                                          | Interplay Entertainment        | Mega Drive           | Ja    | Nein |
| Columns III: Revenge of Columns                      | Sega                           | Mega Drive           | Nein  | Ja   |
| Crusader of Centy                                    | Sega                           | Mega Drive           | Ja    | Ja   |
| Desert Strike: Return to the Gulf                    | Electronic Arts                | Mega Drive           | Ja    | Nein |
| Devi & Pii                                           | Sega                           | Mega Drive           | Ja    | Ja   |
| Earthworm Jim 2                                      | Interplay Entertainment        | Mega Drive           | Ja    | Nein |
| Ecco the Dolphin                                     | Sega                           | Mega-CD              | Ja    | Ja   |
| Ecco: The Tides of Time                              | Sega                           | Mega-CD              | Ja    | Ja   |
| Elemental Master                                     | Sega                           | Mega Drive           | Ja    | Nein |
| Fantasy Zone                                         | Sega                           | Mega Drive           | Ja    | Ja   |
| Fatal Fury 2                                         | SNK                            | Mega Drive           | Ja    | Ja   |
| Final Fight CD                                       | Capcom                         | Mega-CD              | Ja    | Ja   |
| Gain Ground                                          | Sega                           | Mega Drive           | Ja    | Ja   |
| Gambler Jiko Chuushinha                              | Game Arts                      | Mega Drive           | Nein  | Ja   |
| Golden Axe II                                        | Sega                           | Mega Drive           | Ja    | Nein |
| Granada                                              | Edia                           | Mega Drive           | Ja    | Ja   |
| Hellfire                                             | Tatsujin                       | Mega Drive           | Ja    | Nein |
| Herzog Zwei                                          | Sega                           | Mega Drive           | Ja    | Nein |
| Honō no Tōkyūji: Dodge Danpei                        | Sega                           | Mega Drive           | Nein  | Ja   |
| Lunar: Eternal Blue                                  | Game Arts                      | Mega-CD              | Nein  | Ja   |
| Lunar: The Silver Star                               | Game Arts                      | Mega-CD              | Nein  | Ja   |
| Magical Tarurūto-kun                                 | Sega                           | Mega Drive           | Nein  | Ja   |
| Mahou no Shoujo: Silky Lip                           | Edia                           | Mega-CD              | Nein  | Ja   |
| Mansion of Hidden Souls                              | Sega                           | Mega-CD              | Ja    | Ja   |
| Megapanel                                            | Bandai Namco                   | Mega Drive           | Nein  | Ja   |
| Midnight Resistance                                  | G-Mode                         | Mega Drive           | Ja    | Ja   |
| Nadia: The Secret of Blue Water                      | Bandai Namco                   | Mega Drive           | Nein  | Ja   |
| Night Striker                                        | Taito                          | Mega-CD              | Ja    | Ja   |
| Night Trap                                           | Hasbro                         | Mega-CD              | Ja    | Ja   |
| The Ninja Warriors                                   | Taito                          | Mega-CD              | Ja    | Ja   |
| The Ooze                                             | Sega                           | Mega Drive           | Ja    | Nein |
| Out Run                                              | Sega                           | Mega Drive           | Ja    | Ja   |
| OutRunners                                           | Sega                           | Mega Drive           | Ja    | Nein |
| Party Quiz Mega Q 2022                               | Sega                           | Mega Drive           | Nein  | Ja   |
| Party Quiz Sega Q                                    | Sega                           | Mega Drive           | Nein  | Ja   |
| Phantasy Star II                                     | Sega                           | Mega Drive           | Ja    | Ja   |
| Popful Mail                                          | Nihon Falcom                   | Mega-CD              | Nein  | Ja   |
| Populous                                             | Electronic Arts                | Mega Drive           | Ja    | Ja   |
| Puzzle & Action: Ichidant-R                          | Sega                           | Mega Drive           | Nein  | Ja   |
| Rainbow Islands Extra                                | Taito                          | Mega Drive           | Ja    | Nein |
| Ranger X                                             | Sega                           | Mega Drive           | Ja    | Ja   |
| The Revenge of Shinobi                               | Sega                           | Mega Drive           | Ja    | Nein |
| Ristar                                               | Sega                           | Mega Drive           | Ja    | Nein |
| Robo Aleste                                          | Sega/M2                        | Mega-CD              | Ja    | Ja   |
| Rolling Thunder 2                                    | Bandai Namco                   | Mega Drive           | Ja    | Nein |
| Romance of the Three Kingdoms III: Dragon of Destiny | Koei Tecmo                     | Mega Drive / Mega-CD | Nein  | Ja   |
| Sewer Shark                                          | Hasbro                         | Mega-CD              | Ja    | Nein |
| Shadow Dancer: The Secret of Shinobi                 | Sega                           | Mega Drive           | Ja    | Nein |
| Shin Megami Tensei                                   | Atlus                          | Mega-CD              | Nein  | Ja   |
| Shining Force CD                                     | Sega                           | Mega-CD              | Ja    | Ja   |
| Shining Force II                                     | Sega                           | Mega Drive           | Ja    | Nein |
| Shining in the Darkness                              | Sega                           | Mega Drive           | Ja    | Ja   |
| Silpheed                                             | Game Arts                      | Mega-CD              | Ja    | Ja   |
| Sonic 3D Blast                                       | Sega                           | Mega Drive           | Ja    | Nein |
| Sonic the Hedgehog CD                                | Sega                           | Mega-CD              | Ja    | Ja   |
| Sorcerian                                            | Nihon Falcom                   | Mega Drive           | Nein  | Ja   |
| Space Harrier II                                     | Sega                           | Mega Drive           | Ja    | Ja   |
| Spatter                                              | Sega                           | Mega Drive           | Ja    | Ja   |
| Splatterhouse 2                                      | Bandai Namco                   | Mega Drive           | Ja    | Ja   |
| Star Cruiser                                         | Extreme                        | Mega Drive           | Nein  | Ja   |
| Star Mobile                                          | Mindware                       | Mega Drive           | Ja    | Ja   |
| Starblade                                            | Bandai Namco                   | Mega-CD              | Nein  | Ja   |
| Streets of Rage 3                                    | Sega                           | Mega Drive           | Ja    | Nein |
| Super Hang-On                                        | Sega                           | Mega Drive           | Ja    | Nein |
| Super Locomotive                                     | Sega                           | Mega Drive           | Ja    | Ja   |
| Super Street Fighter II: The New Challengers         | Capcom                         | Mega Drive           | Ja    | Ja   |
| Tenka Fubu: Eiyūtachi no Hōkō                        | Game Arts                      | Mega-CD              | Nein  | Ja   |
| Thunder Force IV                                     | Sega                           | Mega Drive           | Ja    | Ja   |
| ToeJam & Earl in Panic on Funkotron                  | Sega/ToeJam & Earl Productions | Mega Drive           | Ja    | Nein |
| Tōgi Ō: King Colossus                                | Sega                           | Mega Drive           | Nein  | Ja   |
| Truxton                                              | Tatsujin                       | Mega Drive           | Ja    | Ja   |
| Vectorman 2                                          | Sega                           | Mega Drive           | Ja    | Nein |
| Viewpoint                                            | Sega                           | Mega Drive           | Ja    | Ja   |
| Virtua Racing                                        | Sega                           | Mega Drive           | Ja    | Ja   |
| VS Puyo Puyo Sun                                     | Sega                           | Mega Drive           | Ja    | Ja   |
| Warsong                                              | Extreme                        | Mega Drive           | Ja    | Nein |
| Wondermega Collection                                | Sega                           | Mega-CD              | Nein  | Ja   |